# Pediobius cusucoensis
Pediobius cusucoensis är en stekelart som beskrevs av Christer Hansson 2002. Pediobius cusucoensis ingår i släktet Pediobius och familjen finglanssteklar.
Artens utbredningsområde är Honduras. Inga underarter finns listade i Catalogue of Life.